# موريس آرثر بوب
موريس آرثر بوب هو دبلوماسي وعسكري ومهندس ومهندس مدني كندي، ولد في 9 أغسطس 1889 في ريفري دو لوب في كندا، وتوفي في 20 سبتمبر 1978 في أوتاوا في كندا.

## وصلات خارجية
- موريس آرثر بوب على موقع مونزينجر (الألمانية)